# 韩国审查制度
韩国审查制度受到法律限制，这些法律规定国家保护言论和新闻自由，而政府亦普遍地實踐及尊重這些權利。但《国家保安法》允许政府限制反政府之言论的出现（包括煽动，鼓励公民实施上述行为的言论）。
韩国拥有全亚洲最为自由的媒体环境，在无国界记者发表的《新闻自由指数》排名领先于日本、中华人民共和国和新加坡。 
但是，自2008年李明博上台后，韩国的言论自由和新闻自由度显著下降。韩国在《自由之家》2011年的《新闻自由》报告中的地位从“自由”降至“较自由”，原因是韩国政府加强审查力度以及政府对新闻和信息内容的影响与日俱增。文在寅时期，政府透过监听SNI流量之方式加强媒体审查。

## 历史
自1948年《国家保安法》生效后，韩国政府开始进行媒体审查。该法律赋予政府对媒体的广泛控制权，以防被政府认为的“反政府信息”向公众传播。大韩民国政府成立后制定一系列法律，以应对反共的韩国政府（右翼）与北朝鲜人民委员会（极左）之间的冲突所造成的动荡。最初，该法律主要针对朝鲜人民军和朝鲜间谍，但后来韩国扩大该法适用范围到“任何被政府认为违背其观点的反韩组织”。 重要的是，该法律允许政府惩戒那些“赞扬，鼓励，传播或于反韩组织合作”的人，并会被判处长达7年的有期徒刑。 此外，与反政府组织合作最低会被处以一年以上有期徒刑。

### 朴正熙时期（1961年至1979年）
朴正熙发动军事政变并于1961年夺权后，他的独裁政府使《韩国宪法》的部分条文和经民主选举产生之立法机关丧失其法律效力。朴正熙利用朝鲜民主主义人民共和国的隐含威胁来打压政敌。他的政权针对艺术家，政治人物和受到监禁的领导人士（后来有一部分在朴正熙政权下受到监禁的领导人物担任总统），他亦迫害了金芝河等作家。
此外，朴正熙统治时期，政府开展了大规模的电影审查运动。剧本需要得到审查机关批准，电影的片带也必须经进行多次审查以确保其与以前批准的剧本一致。删减叛乱，抗议的主题是电影审查员的重点。审查员还对政治或社会经济气候的相关内容进行审查。

### 全斗焕时期（1980年至1988年）
全斗焕在双十二政变中夺取政权，他颁布全国扩大戒严令，以应对该国学生发动的一系列民主运动（例如光州事件）。他还瞄准了韩国的新闻界，强行解僱了937名媒体人，同时将媒体国有化。由于国内外对全斗焕的政策和行动的谴责，政府被迫进行修宪，以保护反对党的权力。尽管韩国进行了修宪，政治气氛有所放宽，但该政权仍以《国家保安法》赋予的权力为目标，对付来自朝鲜的威胁。

### 卢泰愚时期（1988年至1993年）
卢泰愚上台初期，由于他为了巩固其政权而逾越宪法设定的任期限制，故学生运动亦未平息。这些抗议活动主要针对政府滥用《国家保安法》削弱朝鲜对韩国的媒体影响。

### 第六共和国时期（1993年至今）
1990年代的曙光推动了朝鲜半岛和平统一运动。这些团体试图废除《国家保安法》。 但在1997年亚洲金融风暴后，学生和工人发动多场抗议。 但政府利用《国家保安法》中的法条镇压了这些运动。 2019年，韩国女性家族部提议对流行音乐进行严格限制，从根本上审查他们认为的多数所谓“不健康内容”，但该提议在流行音乐粉丝的强烈反对下宣告流产。

## 审查对象

### 新闻、出版物
韩国有一批高度活跃的独立媒体可以表达各种的观点，一般不受限制。但根据《国家保安法》 ，政府可以限制反政府个人或团体活动的思想的宣传。该法禁止公民阅读在朝鲜出版的书籍。
3月21日，联合国增进和保护见解和言论自由权问题的一名特别报告员发表了他2010年5月访问韩国的报告。在赞扬该国保护言论自由的进展同时，报告也对言论自由的限制增加表示关注，并特别提到了将诽谤定为犯罪的法律（报告员称为“……本来就严厉，并具有不相称的寒蝉效应……”）并提供政府控制选举人和候选人信息以及散布非法书籍的潜力。

### 色情内容
传播色情内容属于严重刑事犯罪，可处罚金或一年以下有期徒刑。但观看，下载或存储色情内容不受限制。 自2009年以来，相当一部分的色情网站被韩国政府封锁。 2012年，安全行政部发布的统计数据显示，有39.5％的韩国儿童曾经在网络观看色情内容，据报道，有14.2％的儿童观看后有模仿欲望。在2019年，韓國放送通信審議委員會开始基于服务器名称指示来封禁非法网站。 KCC表示，他们的重点是“封锁提供儿童色情，违禁影片和在线赌博内容之网站”。

### 公共图书馆
韩国的公共图书馆会对其收录的书籍进行审查（含原件和网络书籍）。受审内容包括：性（含性教育），同性恋，涉朝鲜信息，暴力，反政府材料和政治言论。
韩国的公共图书馆另区分谁可以使用图书馆的公共会议空间来审查信息。如果某个人或团体想利用这个空间开会讨论以上被禁信息，则会遭到拒绝。 

### 军队
国防部规定禁止士兵持有某些书籍（例如张夏准所著的《坏撒玛利亚人》和汉斯·彼得·马丁的《全球陷阱》）尽管一些军人在2008年对该命令表示抗议，但韩国宪法法院于2010年10月宣布该法案合宪。
韩国军方对在智能手机上安装“关键软件”的士兵重罚。据称，韩国流行播客Naneun Ggomsuda被当局定义为反政府内容。

### 教育
2011年2月15日，韓東大學一名教授因批评李明博和大学校长而受罚。 2020年，又有四名教师因在内部学习小组中持有朝鲜出版之书籍而被捕。

### 网络
韩国的网络普及率极高，但公民无法使用未经审查的免费网络。韩国政府在监管特定在线内容时（例如选举相关之言论以及其认为含有大量反政府言论的网站）十分严苛。此类政策尤其是针对互联网上的匿名用户。
2011年， 开放网络促进会将韩国网络审查性质判定为针对国家安全领域，在社会领域则是由网络公司自我审查，此外并未发现政府直接对网络工具领域存在审查的证据。 2011年，韩国被列入“无国界记者”的监视名单。 电子前哨基金会批评韩国放送通信审议委员会提议对奉行网络自由主义的用户博客进行审查。
2004年9月，朝鲜金日成广播大学开办了网站。此外，韩国已经通过使用IP阻断功能屏蔽至少31个被认为同情朝鲜之站点。一个在推特上称赞朝鲜的网民被捕。
2007年，许多博客作者的贴文受到审查，发表者亦被逮捕。因为他们批评了韩国某总统候选人，故被警察删除。随后，在2008年举行新的总统大选之前，要求所有主流的门户网站对用户进行实名认证。一名51岁的韩国小说家因在2012年由于在其个人博客上称赞朝鲜而被捕。 此后有5名韩国人因在网上提供支持朝鲜的资料而被捕，而在2011年则有83人被捕。 2011年，一名韩国人因发布300条信息和6条视频（全数为支持朝鲜之内容）被判有期徒刑10个月。 2012年1月，一名韩国言论自由主义者因转发某朝鲜使用者的推文而被捕。一名53岁的韩国博客作者因提议废除《国家保安法》和称赞朝鲜而被判处有期徒刑一年。
“不雅”网站（例如提供未经GRAC审查的电子游戏之网站，成人网站（不论任何形式的色情内容）和在线赌博网站）亦被封锁。当访问这些网站时会被自动重定向到警告页面（http://warning.or.kr/），该页面提示“该网站已因违反相关法律法规而被屏蔽”。搜索引擎亦需过滤儿童不宜内容。

### 音乐
2010年11月，一名妇女因拥有器乐MP3录音而被判处两年徒刑，理由是：
尽管音乐中没有歌词，但其标题赞扬了朝鲜。
涉及“刺激性欲或对青年进行性暗示”，“对青年人传授暴力或犯罪方法”或“美化诸如强奸和毒品之类的暴力行为”的歌曲会被青年委员会分类为“不适合青少年受众”。

### 广播
韩国广播通信委员会是韩国境内电视，广播和互联网的监管机构。如果政府认定相关内容危害国家安全或民主秩序，则该内容将被禁止。《国家安全法》虽禁止公民在家中收听朝鲜的广播节目。但这条禁令较少使用，此外在私人住宅中观看朝鲜卫星电视或广播不受法律限制。
李明博政府被指控通过任命前总统助理和顾问在主要媒体公司的关键职位上以扩大其在广播媒体上的影响力，以打压试图维护广播公司编辑独立性的记者。李明博在任期间，约160名记者因撰写有关政府政策的重要报道而受到处罚。
2012年初，文化广播公司，韩国广播公司和YTN的抗议运动引起国民对李明博政府对媒体操纵的关注，例如对韩国社会的持续审查。
自1990年代以来，政府减轻了对日本媒体的审查强度，但截至2012年，政府仍禁止国民接收日本的电视，音乐或广播节目。（當地收費電視商所接收的NHK World Japan, NHK World Premium及當地收費電視頻道播放的日本節目除外)

### 影視
韩国的电影、電視审查可分为两个时期，即独裁时期和后来的军政府监视的时期。
近年来，性交画面已成为制片公司与映像物等级委员会的争议焦点。按规定电影不得暴露阴毛或生殖器官（除非相关画面经过打码）。在极少数情况下，强烈暴力，粗口或部分毒品使用描绘亦可能是一个问题。韩国将电影分为五级： 전체（全年龄）、12（12岁以上）、15（15岁以上）、청불（19岁以上）和R（受限）。
而電視及MV分級則特設「7」(7歲以上人士觀看）。